# خافيير خيمينيز (لاعب كرة طائرة)
خافيير خيمينيز (16 نوفمبر 1989 في كوبا - ) هو لاعب كرة طائرة كوبا في مركز ضارب خارجي ‏. شارك في الكرة الطائرة في الألعاب الأولمبية الصيفية 2016.

## وصلات خارجية
- خافيير خيمينيز على موقع الاتحاد الأوروبي (الإنجليزية)
- خافيير خيمينيز على موقع دوري الدرجة الأولى الإيطالي للكرة الطائرة - رجال (الإيطالية)
- خافيير خيمينيز على موقع أوليمبيديا (الإنجليزية)